# Фендт, Андреа
А́ндреа Фендт (нем. Andrea Fendt; 31 января 1960, Бишофсвизен) — немецкая саночница, выступала за сборную ФРГ в конце 1970-х годов. Участница зимних Олимпийских игр в Лейк-Плэсиде, обладательница серебряной медали чемпионата мира, многократная призёрша различных этапов Кубка мира, трёхкратная чемпионка Западной Германии, участница многих международных турниров.

## Биография
Андреа Фендт родилась 31 января 1960 года в Бишофсвизене. В молодости переехала в коммуну Берхтесгаден, где присоединилась к местному саночному клубу и вскоре начала показывать довольно неплохие результаты. Не международном уровне дебютировала уже в возрасте пятнадцати лет, на юниорском чемпионате Европы в австрийском Имсте финишировала восьмой. В 1977 году стала чемпионкой ФРГ по санному спорту, завоевала золотую медаль на молодёжном европейском первенстве в Игльсе и побывала на взрослом чемпионате мира в том же Игльсе — была там шестой.
На впервые проведённом Кубке мира по санному спорту в сезоне 1977/78 Фендт заняла второе место в женском индивидуальном зачёте, кроме того, она снова одержала победу в зачёте национального первенства, выиграла бронзу на молодёжном чемпионате Европы в Винтерберге и получила серебро на первенстве мира в Имсте. В 1979 году в третий раз подряд стала чемпионкой Западной Германии, также была шестой на чемпионате мира в Кёнигсзе и двенадцатой на чемпионате Европы в Оберхофе. На европейском первенстве 1980 года в итальянской Вальдаоре пришла к финишу двенадцатой, затем благодаря череде удачных выступлений удостоилась права защищать честь страны на зимних Олимпийских играх в Лейк-Плэсиде — впоследствии по результатам всех четырёх заездов тоже показала здесь двенадцатое время.
Вскоре после Олимпиады Андреа Фендт приняла решение завершить карьеру профессиональной спортсменки, уступив место в сборной молодым немецким саночницам. Дальнейшую жизнь она посвятила любимому хобби — выращиванию кактусов. Её старший брат Йозеф тоже был знаменитым саночником, представлял страну на двух Олимпийских играх, а после завершения спортивной карьеры возглавил Международную федерацию санного спорта.